# Du Mu
Du Mu (Chinees: 杜牧; pinyin: Dù Mù; 803–852) was een leidende Chinese dichter tijdens de late Tang dynastie. Zijn omgangsnaam was Muzhi (牧之), en bijnaam Fanchuan (樊川). Hij is het bekendste vanwege zijn lyrische en romantische kwatrijnen.
Beschouwd als belangrijk dichter tijdens de gouden eeuw van Chinese poëzie, wordt zijn naam vaak genoemd met zijn tijdgenoot en dichter Li Shangyin, als de “Kleine Li-Du” (小李杜), tegenover de “Grote Li-Du”: Li Bai en Du Fu. Hij werd beïnvloed door Han Yu, Li Bai, Du Fu en Liu Zongyuan.

## Biografie
Du Mu werd geboren in de hoofdstad Chang'an (nu Xi’an) in een vooraanstaande familie, de Jingzhou Du clan, waarvan de voorspoed terugliep. Zijn grootvader was Du You een minister aan het hof en samensteller van de encyclopedie Tongdian tijdens de Tang dynastie. Hij slaagde voor het jinshi-examen (“getoonde geleerdheid”) niveau voor keizerlijk burgerdienst examen in 828 op de leeftijd van 25 jaar. Du Mu hield daarna veel officiële posities in verschillende plaatsen, maar kreeg nooit een hoge rang, misschien ten gevolge van vijanden die hij maakte in een factoneel dispuut aan het het hof in 835.
Op den duur kreeg hij het gevoel dat zijn carrière mislukt was. Zijn ontevredenheid hierover drukte hij uit in zijn gedichten. In 852 werd hij ziek en overleed.

## Werk
Du Mu was vaardig in shi, fu en oud Chinees proza. Hij is bekend als schrijver van sensuele, lyrische kwatrijnen met historische plekken of romantische situaties en thema’s van scheiding, decadentie of vergankelijkheid. Zijn stijl mengt klassiek voorstellingsvermogen en taal met verrassende tegenstellingen, informeel taalgebruik en ander woordspel. Hij schreef ook lange verhalende gedichten.

### Gedicht
Een van zijn bekendste gedichten is "Qingming Festival". (Dit is een dag van respect voor de doden wanneer mensen het graf bezoeken van hun voorouders om respect te tonen.)

清来

清明时节雨纷纷，

路上行人欲断魂。

借问酒家何处有？

牧童遥指杏花村

Qingming Festival

Op de dag van het Qingming Festival valt motregen.

Op de weg, de reiziger ontmoedigd

vragende: waar vind ik een uitspanning?

Wijst een herdersjongen ver weg, naar Abrikozenbloesemdorp.
- Bibsys: 14070016
- CiNii: DA01975094
- Gemeinsame Normdatei: 118624423
- International Standard Name Identifier: 0000 0001 1918 6579
- Library of Congress Control Number: n81043095
- Bibliotheek van het Japanse parlement: 00344122
- Nationale Bibliotheek van Tsjechië: jo2009521374
- Nationale bibliotheek van Australië: 36604539
- Nationale Bibliotheek van Israël: 987007260499805171
- Nationale en Universitaire bibliotheek Zagreb: 000456635
- Nederlandse Thesaurus van Auteursnamen: 108701581
- Système universitaire de documentation: 133852997
- Trove: 1321496
- Union List of Artist Names: 500317081
- Virtual International Authority File: 79398393
- WorldCat: E39PBJt8jfjqyfWtyKRjr9xqwC